# VR-Bank Nordeifel
Die VR-Bank Nordeifel eG ist eine deutsche Genossenschaftsbank mit Sitz in der nordrhein-westfälischen Stadt Schleiden im Kreis Euskirchen.

## Geschichte
Die 1880 als Spar- und Darlehnskasse Lommersdorf gegründete VR-Bank Nordeifel eG ist die älteste Kreditgenossenschaft des Kreises Euskirchen. Durch mehrere Fusionen der anliegenden Genossenschaftsbanken entstand die heutige VR-Bank Nordeifel eG.
Die VR-Bank Nordeifel eG entstand im Jahr 2000 durch die Fusion der Raiffeisenbank Schleiden-Hocheifel eG mit dem Sitz in Schleiden mit der Volksbank Blankenheim eG mit dem Sitz in Blankenheim. Die damalige Volksbank Blankenheim eG. fusionierte im Jahr 1996 mit der Raiffeisenbank Oberahr eG mit dem Sitz in Lommersdorf und der Raiffeisenbank Nettersheim eG mit dem Sitz in Nettersheim.
Die Raiffeisenkasse Hellenthal eGmbH mit dem Sitz in Hellenthal fusionierte im Jahr 1966 mit der Raiffeisenkasse Losheim eGmbH mit dem Sitz in Losheim und der Raiffeisenkasse Rescheid eGmbH mit dem Sitz in Rescheid zur Raiffeisenkasse Hocheifel eGmbH mit dem Sitz in Hellenthal. Im Jahr 1970 schloss sich die Raiffeisenkasse Berk eGmbH mit dem Sitz in Berk an und danach im Jahr 1972 die Spar- und Darlehnskasse Udenbreth eGmbH mit dem Sitz in Udenbreth.
Durch die Fusion der Raiffeisenkasse Hocheifel eG im Jahr 1989 mit der Raiffeisenbank Schleiden eG entstand die Raiffeisenbank Schleiden-Hocheifel eG mit Sitz in Schleiden. Diese fusionierte dann nochmals im Jahr 1992 mit der Spar- und Darlehnskasse eG Kreuzberg mit dem Sitz in Kreuzberg.
Zuvor fusionierte im Jahr 1966 die Raiffeisenbank Scheuren-Ettelscheid eGmbH mit dem Sitz in Scheuren mit der Raiffeisenbank Schöneseiffen eGmbH mit dem Sitz in Schöneseiffen zur Raiffeisenbank eGmbH Schleiden. Durch die Fusion der Raiffeisenbank eG Schleiden mit der Spar- und Darlehnskasse eG Reifferscheid mit dem Sitz in Reifferscheid entstand 1975 die Raiffeisenbank Schleiden-Reifferscheid eG. Zwei Jahre später fusionierte diese dann mit der Spar- und Darlehnskasse eG Sistig mit dem Sitz in Sistig zur Raiffeisenbank Schleiden eG. Die Raiffeisenbank Dreiborn eG mit dem Sitz in Dreiborn schloss sich 1979 der Raiffeisenbank Schleiden eG an.
Im Jahr 1969 fusionierte die ehemalige Spar- und Darlehnskasse eGmbH Blankenheim/Ahr mit dem Sitz in Blankenheim mit der Spar- und Darlehnskasse Uedelhoven eGmbH mit dem Sitz in Uedelhoven und 1971 mit der Spar- und Darlehnskasse Rohr eGmbH mit dem Sitz in Rohr und der Spar- und Darlehnskasse Dahlem eGmbH mit dem Sitz in Dahlem. Durch Umfirmierung entstand dann die Volksbank Blankenheim eG.
Die Spar- und Darlehnskasse Dahlem eGmbH fusionierte im Jahr 1968 bereits mit der Spar- und Darlehnskasse Schmidtheim eGmbH mit dem Sitz in Schmidtheim.
Im Jahr 1981 entstand die Raiffeisenbank Oberahr eG mit dem Sitz in Lommersdorf aus der Fusion der Raiffeisenbank Lommersdorf e.G. mit der Spar- und Darlehnskasse Dollendorf eG mit dem Sitz in Dollendorf und der Spar- und Darlehnskasse Ripsdorf eG mit dem Sitz in Ripsdorf.
Die Spar- und Darlehnskasse eGmbH Nettersheim mit dem Sitz in Nettersheim fusionierte im Jahr 1966 mit der Spar- und Darlehnskasse Weyer eGmbH mit dem Sitz in Weyer, 1973 mit der Spar- und Darlehnskasse Frohngau eGmbH mit dem Sitz in Frohngau und 1977 als Spar- und Darlehnskasse Nettersheim eG mit der Spar- und Darlehnskasse Tondorf eG mit dem Sitz in Tondorf zur Spar- und Darlehnskasse eG Nettersheim (der späteren Raiffeisenbank Nettersheim eG).
Die letzte Fusion fand im Jahr 2002 zwischen der VR-Bank Nordeifel eG und der Volksbank Gemünd-Kall eG mit dem Sitz in Kall statt.
Die Volksbank Gemünd-Kall eG fusionierte zuvor im Jahr 1998 mit der Raiffeisenbank Marmagen eG mit dem Sitz in Marmagen. Die damalige Raiffeisenbank eGmbH Marmagen fusionierte 1962 mit der Raiffeisenbank Wahlen eGmbH mit dem Sitz in Wahlen. 
Im Jahr 1990 fusionierte die Volksbank Kall eG mit der Volksbank Gemünd eG mit dem Sitz in Gemünd zur Volksbank Gemünd-Kall eG. Im Jahr 1915 wird bereits die Spar- und Darlehnskasse Malsbenden eGmuH mit dem Sitz in Malsbenden auf die damalige Volksbank Gemünd eGmuH verschmolzen.

## Rechtsverhältnisse
Die VR-Bank Nordeifel eG ist im Genossenschaftsregister beim Amtsgericht Düren unter GnR 235 eingetragen.

## Organisationsstruktur
Rechtsgrundlagen sind das Genossenschaftsgesetz und die durch die Vertreterversammlung beschlossene Satzung. Organe der Bank sind der Vorstand, der Aufsichtsrat und die Vertreterversammlung. Die geschäftsführenden und operativen Tätigkeiten obliegen als Leitungsorgan dem Vorstand. Das Kontrollgremium bildet der Aufsichtsrat, welcher durch die Vertreter gewählt wird.
Aufgrund der hohen Anzahl an Mitgliedern, wurde als drittes Organ die Vertreterversammlung installiert, welche die eigentliche Generalversammlung ersetzt. Sie vertritt die Interessen der Mitglieder in der Genossenschaft und ist damit das wichtigste Organ innerhalb einer Genossenschaft. Des Weiteren nehmen die gebildeten Beiräte eine beratende Funktion in der Genossenschaft ein.

## Sicherungseinrichtung
Die VR-Bank Nordeifel eG ist der amtlich anerkannten Sicherungseinrichtung des Bundesverbandes der Deutschen Volksbanken und Raiffeisenbanken GmbH und der zusätzlichen freiwilligen Sicherungseinrichtung des Bundesverbandes der Deutschen Volksbanken und Raiffeisenbanken e.V. angeschlossen.

## Geschäftsausrichtung
Die VR-Bank Nordeifel eG betreibt das Universalbankgeschäft. Im Verbundgeschäft arbeitet sie mit der DZ Bank, R+V Versicherung, Bausparkasse Schwäbisch Hall, Teambank, VR Smart Finanz, Münchener Hyp, DZ Hyp und der Union Investment zusammen.

## Geschäftsgebiet
Das Geschäftsgebiet liegt im Westen und Süden der Kreises Euskirchen in der Nordeifel.
An diesen Orten betreibt die Bank Filialen:
- Schleiden (Hauptstelle, jur. Sitz)
- Nettersheim (Geschäftsstelle)
- Hellenthal (Geschäftsstelle)
- Dahlem (Geschäftsstelle)
- Blankenheim (Geschäftsstelle)
- Marmagen (SB-Geschäftsstelle)
- Kall (Geschäftsstelle)
- Gemünd (Geschäftsstelle)

In Hellenthal-Wolfert unterhält die Bank ein Beratungsbüro.